# Balada do Outono
Balada do Outono é um EP de José Afonso, lançado em 1960.

## Faixas
| N.º | Título                  | Compositor(es)                                   | Duração |  |
| 1.  | "Balada do Outono"      | José Afonso                                      |         |  |
| 2.  | "Vira de Coimbra"       | Popular/arr. António Portugal                    |         |  |
| 3.  | "Amor de Estudante"     | Popular/arr. Machado Soares/Paradela de Oliveira |         |  |
| 4.  | "Morena" (Instrumental) | Arr. Artur Paredes                               |         |  |

## Músicos
- António Portugal
- Eduardo Melo
- Manuel Pepe
- Paulo Alão